# Феклісов Олександр Семенович
Олександр Семенович Феклісов (9 березня 1914, Москва — 26 жовтня 2007, Москва) — радянський розвідник, полковник, кандидат історичних наук, Герой Російської Федерації (1996).

## Біографія
В 1930 році вступив на курси при Московському навчальному комбінаті зв'язку, потім — в інститут. Після закінчення в 1939 році Московського інституту інженерів зв'язку працював на одному з підприємств Москви, звідки в 1939 році по партійній рознарядці був направлений в органи зовнішньої розвідки Головного управління держбезпеки при НКВС СРСР. В 1939 — 1940 роках навчався у Школі особливого призначення НКВС.
У лютому 1941-го прибув до США для роботи в нью-йоркській резидентурі. За 6 років роботи добув та передав на Батьківщину багато секретної інформації, переважно військового характеру.
В 1947 — 1950 роках працював в лондонській резидентурі. В Лондоні, зокрема, підтримував оперативний контакт з Клаусом Фуксом, від якого була отримана важлива інформація з атомної тематики, у тому числі по влаштуванню водневої бомби. Після провалу та арешту Фукса в квітні 1950 року, Феклісов повернувся до Москви і був призначений заступником начальника американського відділу Першого Головного управління КДБ СРСР (зовнішня розвідка); з 1955 року — начальником американського відділу. 
В 1960 — 1964 роках під ім'ям Олександр Фомін очолював головну резидентуру КДБ у Вашингтоні. Відіграв важливу роль у врегулюванні Карибської кризи 1962.
Військові переконали Микиту Хрущова, що у відповідь на розміщення американських ракет у Туреччині, слід вжити адекватні дії: розмістити радянські ядерні ракети біля узбережжя США. Найбільш підходящим місцем, на думку військових, буде острів Куба. Глава Республіки Куба Фідель Кастро дав свою згоду. 
Операція Міністерства оборони СРСР із розміщення на острові Куба радянських ракет з атомними бойовими головними частинами проводилася під грифом «цілком таємно». Секретність забезпечувалася по лінії КДБ.
Міністерство закордонних справ про проведення операції не повідомлялося, щоб уникнути витоку інформації. Ні Посол СРСР, ні радянський військовий аташе у Вашингтоні не знали про операцію, що проводиться. Таким чином, створилася критична ситуація, коли офіційний дипломатичний канал між СРСР і США перестав виконувати свою функцію. Викликаний у Білий дім Андрій Громико в бесіді з президентом США Джоном Кеннеді заперечував наявність радянських ракет поблизу Флориди біля узбережжя Америки. Президент США, у свою чергу, мав у своєму розпорядженні незаперечні дані своєї розвідки про присутність радянської ядерної зброї на острові.
Американські військові наполягали на нанесенні превентивного удару по острову Куба. Світ опинився на межі атомної війни. 
Феклісов вступив у контакт з кореспондентом телекомпанії ABC News Джоном Скалі, який передав йому пропозицію керівництва Сполучених Штатів з врегулювання кризи, а саме: виведення радянських ракет з Куби в обмін на недоторканність режиму Кастро. По лінії КДБ через Феклісова був відновлений канал зв'язку Вашингтона з Москвою. В історії це подія отримала назву «Канал Скалі — Фомін». Ескалації військових дій вдалося запобігти. Джон Кеннеді та Микита Хрущов досягли компромісу. СРСР прибрав свої ядерні ракети з Куби, США — дещо пізніше — вивели свої ракети з території Туреччини. «Карибська криза» була подолана.
Після повернення з Вашингтона працював в Червонопрапорному інституті КДБ при Раді міністрів СРСР. З 1974 року — у відставці.
Був одружений, мав двох дочок. Дочка Наталя Асатур — автор спогадів про батька.
Похований у Москві на Троєкуровському кладовищі.

## Нагороди
- Медаль «Золота Зірка» Героя Російської Федерації
- Орден Вітчизняної війни 2-го ступеня
- два ордена Трудового Червоного Прапора
- два ордена Червоної Зірки
- Орден «Знак Пошани»
- медалі
- знак «Почесний співробітник Служби зовнішньої розвідки».

## Твори[2]
- Феклисов А. С. За океаном и на острове: Зап. разведчика. — М. : Рос.-фр. спільне вид-во «ДЕМ», 1994. — 277 с. — (О разведке и шпионаже из первых рук) — 40000 прим. — ISBN 5-85207-055-6.

- Феклисов А. С. Признание разведчика. — Москва : ОЛМА-ПРЕСС; ЛГ Информэйшн Груп, 1999. — 477 с. — (Миссия) — 11000 прим. — ISBN 5-224-00631-7.

- Феклисов А. С. Кеннеди и советская агентура. — Москва. — Эксмо; Алгоритм, 2011. — 304 с. — ISBN 978-5-699-46002-1.